# Marek B. Majorek
Marek Bronisław Majorek (* 1954 in Warschau) ist ein polnischer Anthroposoph und Autor.

## Leben und Wirken
Majorek absolvierte Studien der Psychologie und Philosophie in Warschau und Sydney sowie ein Einführungsjahr in die Anthroposophie am Emerson College. Er arbeitete als Rundfunkjournalist bei der BBC und machte eine Ausbildung zum Waldorflehrer. 2001 erfolgte seine Promotion zum Doktor der Philosophie an der Universität Basel.
Von 1991 bis 2009 unterrichtete Majorek Englisch und seit seiner Promotion auch Philosophie an der Rudolf-Steiner-Schule in Basel. Von 2004 bis 2006 hatte er einen Lehrauftrag am Philosophischen Seminar der Universität Basel inne. Neben seinen Publikationen in anthroposophischen und wissenschaftlichen Kontexten hielt er zudem Vorträge.
Majorek lebt (Stand: August 2022) in Latterbach in der Schweiz.

## Rezeption
Der Religionshistoriker Helmut Zander attestiert Majoreks Dissertation von 2002 „handwerkliche Mängel“: So arbeite er nicht mit dem Originaltext von Rudolf Steiners Philosophie der Freiheit, sondern mit der Ausgabe letzter Hand, die Steiner im theosophischen Sinn überarbeitet hatte. Das Material zu Entstehungsgeschichte ziehe er nicht heran, zudem mische er Steiners idealistisches und sein späteres theosophisches Denken: So setze er den Terminus Seele kurzerhand mit Astralleib gleich. Majoreks systematische Interpretation  des Buches sei „alles andere als zwingend“, da er die Bedingungen von Steiners Denken nicht berücksichtige und dieses Denken auch nicht historisiere. Somit bleibe es wie andere anthroposophische Veröffentlichungen zum Thema auch „jenseits der Standards historisch-kritischer Philosophiegeschichte“.

## Publikationen (Auswahl)
- Objektivität: ein Erkenntnisideal auf dem Prüfstand. Francke Verlag, Tübingen 2002, ISBN 978-3-7720-2082-7. Zugleich Dissertation.
- als Hrsg.: Rudolf Steiners Geisteswissenschaft und die Naturwissenschaft. Futurum Verlag, Dornach 2011, ISBN 978-3-85636-400-7.
- Rudolf Steiners Geisteswissenschaft. Mythisches Denken oder Wissenschaft? 2 Bände. Narr Francke Attempto Verlag, Tübingen 2015, ISBN 978-3-7720-8563-5.
- Spiritual Shakespeare. BWV Berliner Wissenschafts-Verlag, Berlin 2016, ISBN 978-3-8305-3571-3.

Artikel
- Wie frei denken und handeln wir? In: Die Drei. 4, 2005, S. 22.
- Wissenschaft und biologisch-dynamische Forschung. Technischer Fortschritt ist auch ohne wahres Verständnis der Natur möglich. In: Lebendige Erde. 2, 2003, S. 41–43. online
- Origins of Consciousness and Conscious  (Free) Intention from the Viewpoint of Rudolf Steiner´s Spiritual Science (Anthroposophy) in Relation to Husserl’s Transcedental Reduktion. In: Anna-Teresa Tymieniecka (Hrsg.): Analecta Husserliana. Phenomenology of Life from the Animal Soul to the Human Mind. Springer Netherlands, ISBN 978-1-4020-5181-4, S. 259–278.